# Escape 2
Pour plus de détails, voir Fiche technique et Distribution.

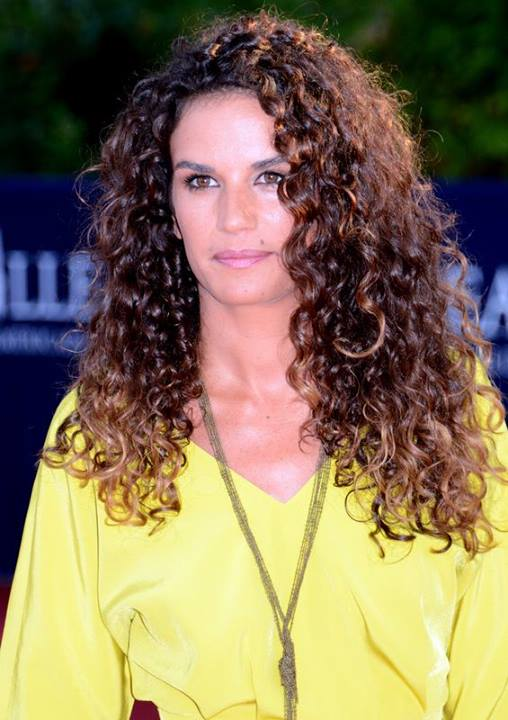
Barbara Cabrita.

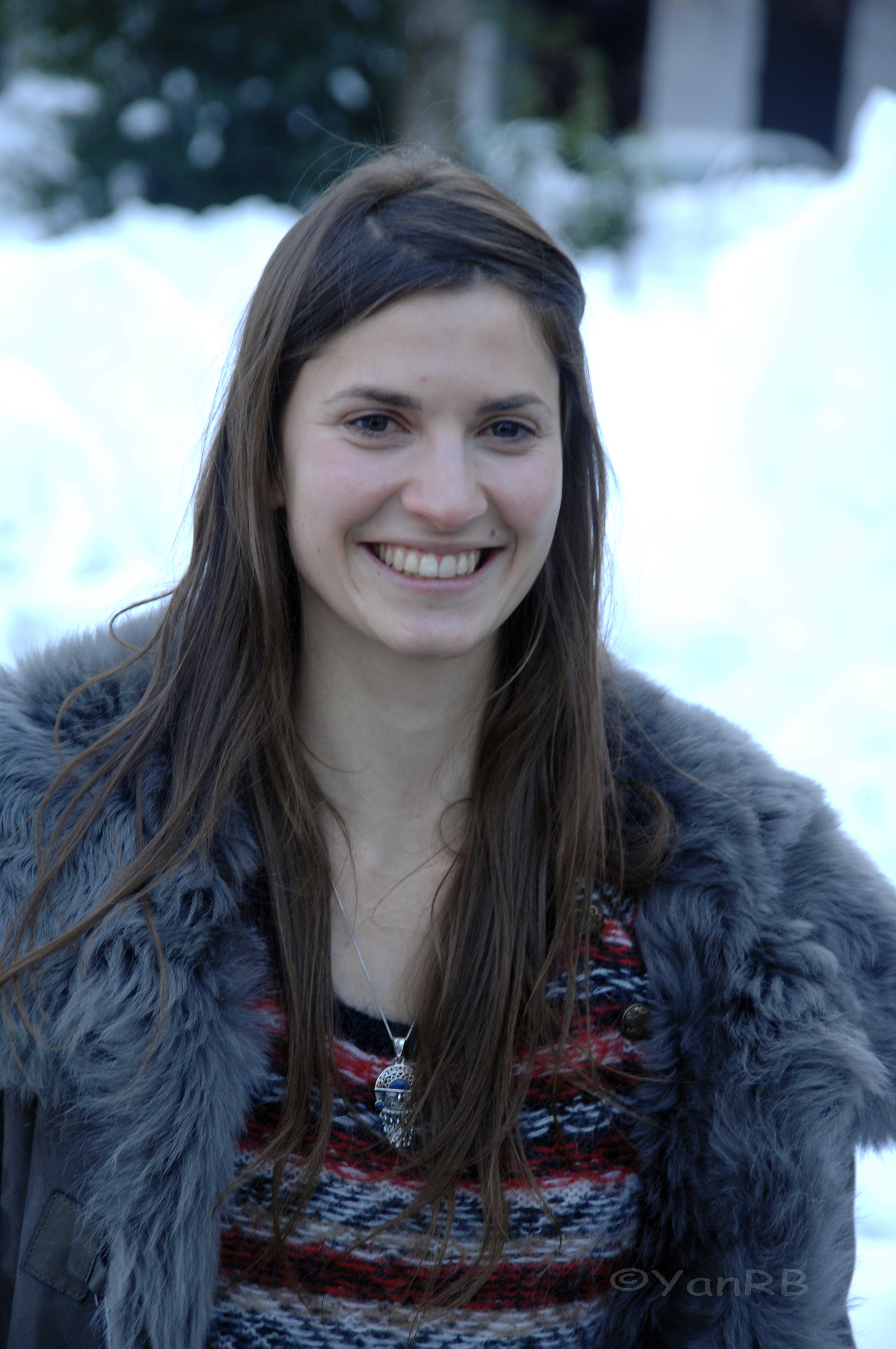
Joyce Bibring.

Escape 2 est un téléfilm français réalisé en 2022 par Valentin Vincent d'après un scénario d'Inan Cicek et Florian Spitzer, et diffusé pour la première fois en France le 25 janvier 2023 sur M6.
Cette fiction est une production de SND pour la chaîne W9 du groupe M6.

## Fiche technique
Sauf indication contraire, les informations mentionnées dans cette section peuvent être confirmées par les bases de données cinématographiques IMDb et Allociné,  présentes dans la section « Liens externes ».
- Titre français : Escape 2
- Genre : drame, thriller
- Production : Quentin de Revel et François de Tavernost[1]
- Sociétés de production : SND, filiale de production du groupe M6[1],[2]
- Réalisation : Valentin Vincent[1],[2],[3]
- Scénario : Inan Cicek et Florian Spitzer[1],[2],[4],[5],[3]
- Pays de production :  France
- Langue originale : français
- Format : couleur
- Durée : 2 x 45 minutes[2],[5]
- Date de première diffusion : 
  - France : 25 janvier 2023 sur M6[2],[5]

## Distribution
- Lannick Gautry : Vladimir
- Barbara Cabrita : Hélène
- David Mora : Stéphane
- Joyce Bibring : Pauline
- Johann Dionnet : Thomas

## Production

### Genèse et développement
Le téléfilm, composé de deux épisodes de 45 minutes, est réalisé en 2022 par Valentin Vincent d'après un scénario d'Inan Cicek et Florian Spitzer,,,,.

### Tournage
Le tournage se déroule du 25 juillet au 12 août 2022 à Stains, Montfort l'Amaury et Orgeval,,.